# Raymond Schummer
Raymond Schummer (* 31. März 1937 in Luxemburg; † 10. Oktober 2009) war ein luxemburgischer Ringer und Sportfunktionär.

## Karriere
Schummer war der erfolgreichste luxemburgische Ringer nach dem Zweiten Weltkrieg. 1960 in Rom und 1964 in Tokio nahm er im Mittelgewicht im griechisch-römischen Stil an den Olympischen Sommerspielen teil. Er schied beide Male nach der 2. Runde aus. Zwischen 1964 und 1971 wurde er vierfacher Benelux-Meister. Beim EWG-Turnier in Rom belegte er 1973 den zweiten Platz und holte beim stark besetzten Großen Preis von Österreich den Gesamtsieg. Zudem kämpfte er drei Jahre lang für Saarbrücken in der Ringer-Bundesliga.
Nach Beendigung seiner aktiven Laufbahn blieb Schummer dem Ringersport eng verbunden. Von 1995 bis 1996 war er Präsident der Fédération Luxembourgeoise d’Haltérophilie, de Lutte et de Powerlifting (FLHLP) und wechselte danach innerhalb des Verbandes in das Amt des Sportdirektors im Bereich Ringen. 